# Holfeld

Herb

Holfeld – herb szlachecki.

## Opis herbu
Na tarczy czterodzielnej, w polach I i IV srebrnych, a II i III czerwonych - orzeł dwugłowy, na przemian czerwony i srebrny, według czterech pól. U szczytu czerwone pióro strusie między dwoma białymi. Labry czerwone, podbite srebrem. 

## Najwcześniejsze wzmianki
Nadany w 1787 przez cesarza Józefa II Józefowi Holfeldowi, wraz z I stopniem szlachectwa i predykatem "von Adlersberg".

## Herbowni
Holfeld von Adlersberg